# Hubert Weinzierl

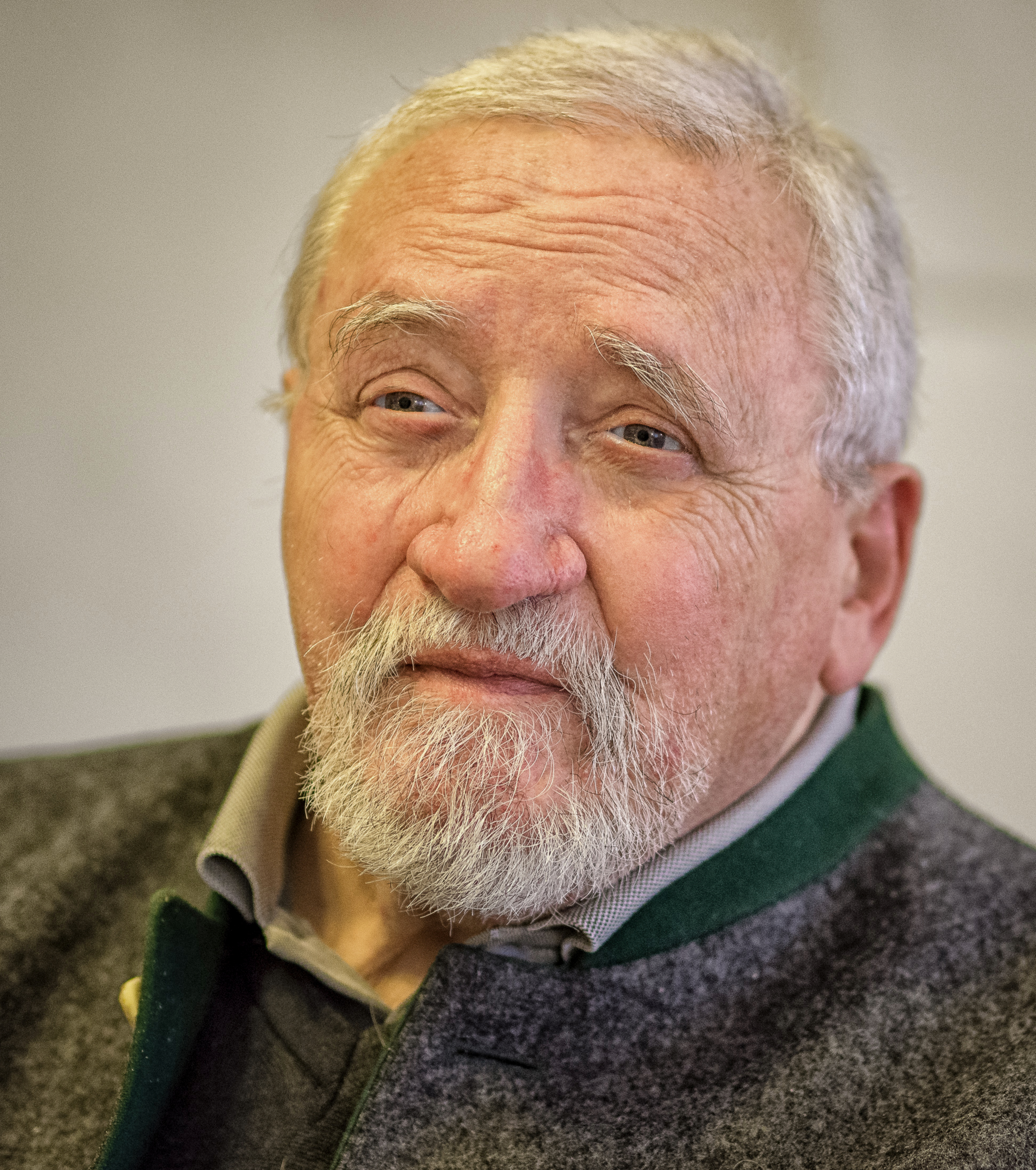
Hubert Weinzierl, 2019 in Wiesenfelden

Hubert Weinzierl (* 3. Dezember 1935 in Ingolstadt; † 16. Juni 2025 in Wiesenfelden) war ein deutscher Natur- und Umweltschützer. Weinzierl engagierte sich in der Ökologiebewegung und galt laut einer Rede aus dem Jahr 2000 vom damaligen Umweltminister Jürgen Trittin als die Integrationsfigur „von klassischem Naturschutz und moderner Umweltpolitik“ in Deutschland. Von 1969 bis 2002 war er Vorsitzender des Bundes Naturschutz in Bayern. Mit Weinzierl kam die Wende im Bund Naturschutz vom unpolitischen und eher geselligen Verein zum naturschutz- und umweltpolitischen Interessenverband sowie die bundesweite Ausdehnung zum Bund für Umwelt und Naturschutz Deutschland (BUND), dessen Vorsitzender er von 1983 bis 1998 war.

## Werdegang
Der Sohn des Unternehmers Paul Weinzierl und seiner Frau Thekla (geborene Waldherr) besuchte das Reuchlin-Gymnasium und studierte Forstwissenschaft an der Universität München. Dieses Studium schloss er 1958 als Diplom-Forstwirt ab. Es folgte das Referendariat in der Bayerischen Staatsforstverwaltung und das Studium praktischer Landwirtschaft. Seit dieser Zeit betätigte er sich als Unternehmer sowie Land-, Forst- und Teichwirt. Weinzierl war aufgrund seiner Tätigkeit als Förster selbst aktiver Jäger und war zudem Mitinitiator des Ökologischen Jagdvereins Bayern (ÖJV Bayern) sowie Teilnehmer an dessen Gründungsversammlung im Münchner Hofbräuhaus am Hubertustag 1988.
Bereits seit 1953 in der Naturschutzbewegung aktiv, wurde Weinzierl 1964 ins Präsidium des Deutschen Naturschutzrings e. V. (DNR) berufen. Von 1965 bis 1972 war er ehrenamtlicher Regierungsbeauftragter für Naturschutz in Niederbayern. In der Zeit von 1969 bis 2002 war er Vorsitzender des Bundes Naturschutz in Bayern.
Als Sonderbeauftragter des Deutschen Naturschutzrings (DNR) organisierte er 1970 das Europäische Naturschutzjahr. Im Jahr 1975 war er Gründungsmitglied des „Bund Natur und Umweltschutz Deutschland e. V.“ der heute als BUND bekannt ist. von 1983 bis 1998 war er auch dessen Vorsitzender.
Er nahm als Mitglied der deutschen Delegation am Erdgipfel von Rio 1992 und zehn Jahre später am Nachhaltigkeitsgipfel in Johannesburg teil. Von Dezember 2000 bis 2012 war er Präsident des DNR, 2001 wurde er Mitglied im Rat für Nachhaltige Entwicklung der Bundesregierung und von 2005 bis 2013 war er Vorsitzender des Kuratoriums der Deutschen Bundesstiftung Umwelt (DBU).
Zuletzt lebte der Land- und Forstwirt mit seiner Frau, der katholischen Theologin Beate Seitz-Weinzierl, in Wiesenfelden in Niederbayern, wo beide ein Umweltbildungszentrum aufbauten. Weinzierl sagte dazu: „Meine Aufgaben drängen mich immer wieder nach Berlin und an Verhandlungstische, aber meine Seele lebt im Bayerischen Wald, wo meine Frau und ich mit vielen Tieren zusammen unsere Heimat haben und Kraft schöpfen.“
Es gab Auseinandersetzungen zwischen Weinzierl und seinem Nachfolger als Vorsitzender des Bundes Naturschutz, Hubert Weiger: „Dem schöngeistigen Ökopionier folgte der robuste Ökofunktionär Weiger … Das Verhältnis Weinzierls zu seinem Nachfolger ist zerrüttet.“ Als Folge der Auseinandersetzungen wurde das Umweltinformationszentrum auf Schloss Wiesenfelden von Weinzierl privat und nicht mehr vom Bildungswerk des Bund Naturschutz betrieben.
2015 wurde Weinzierl, der seit 2011 erblindet war, Ehrenpräsident im neu gegründeten Verein für Landschaftspflege und Artenschutz in Bayern (VLAB).
Am 16. Juni 2025 starb Hubert Weinzierl im Alter von 89 Jahren in Wiesenfelden, wo er in seinen letzten Lebensjahren von seiner Frau gepflegt worden war.
Unter der Überschrift „Der Cheflobbyist der Natur“ würdigte ihn Sebastian Beck in einem Nachruf in der Süddeutschen Zeitung: „Hubert Weinzierl hat den Umwelt- und Naturschutz nach dem Krieg geprägt wie kein anderer. Auf sein Lebenswerk schaute er mit einer Mischung aus Resignation und Hoffnung...Für eine ganze Generation junger Menschen galt in Bayern und darüber hinaus eine schlichte Gleichung: Naturschutz = Weinzierl“.

## Zitate
„Das Sterben der Wälder wird unsere Länder stärker verändern als der zweite Weltkrieg.“

„Als in den Siebzigerjahren des letzten Jahrhunderts ein Schifffahrtskanal durch ein Kleinod deutscher Kulturlandschaften, durch das Altmühltal gebaut werden sollte, gab es darüber einen erbitterten Streit zwischen Naturschützern und Fortschrittsgläubigen (…) Und jetzt die Windkraft (…) Es darf nicht sein, dass wir Herzstücke unserer Heimat preisgeben, die wir zuvor jahrzehntelang verteidigt haben.“

„Wir werden mit allen legalen Mitteln Widerstand machen.“

„Die Staatsregierung wird dort eine Niederlage erleben wie in Wackersdorf.“

## Schriften
- 1985: Passiert ist gar nichts. Eine deutsche Umweltbilanz. Kösel-Verlag, München 1985, ISBN 3-466-11060-2.[17]
- 1991: Ökologische Offensive. Umweltpolitik in den 90er Jahren. Heyne-Verlag, München 1991, ISBN 3-453-05552-7.[18]
- 1993: Das grüne Gewissen. Selbstverständnis und Strategien des Naturschutzes. 221 Seiten. Verlag Weitbrecht, Stuttgart 1993, ISBN 3-522-71360-5.
- 2006: Still erlischt das Feenkraut. Gedichte. 64 Seiten mit Bildern von Rita Mühlbauer. SüdOst-Verlag, Waldkirchen 2006, ISBN 3-89682-143-1.
- 2008: Zwischen Hühnerstall und Reichstag. Erinnerungen. 295 Seiten mit zahlreichen Abbildungen. MZ-Buchverlag, Regensburg 2008, ISBN 3-934863-37-X.

## Ehrungen und Auszeichnungen
- 1984: Konrad-Lorenz-Preis
- 1985: Ludwig-Thoma-Medaille der Stadt München
- 2001: Bundesverdienstkreuz am Bande
- 2005: Bayerischer Verdienstorden
- 2007: Bayerische Verfassungsmedaille in Gold
- 2009: Umweltpreis des Bundesdeutschen Arbeitskreises für Umweltbewusstes Management (B.A.U.M.) in der Kategorie Verbände
- 2012: Nachhaltigkeitspreis der Neumarkter Lammsbräu
- 2014: Umweltpreis der Bundesstiftung Umwelt
- 2020: Goldene Bürgermedaille der Stadt Ingolstadt
- 2021: Ehrenbürger der Gemeinde Wiesenfelden